# Kestratherina brevirostris
Kestratherina brevirostris és una espècie de peix pertanyent a la família dels aterínids.

## Descripció
- Pot arribar a fer 10 cm de llargària màxima.[5][6]

## Alimentació
Els exemplars de més 3 cm són planctívors i es nodreixen principalment de copèpodes.

## Depredadors
És depredat per Arripis truttaceus.

## Hàbitat
És un peix d'aigua marina i salabrosa, demersal i de clima subtropical, el qual viu a les badies costaneres protegides, estuaris marins i àrees rocalloses i sorrenques amb vegetació.

## Distribució geogràfica
Es troba a l'Índic oriental: el sud d'Austràlia (des de Victòria fins a Austràlia Meridional, incloent-hi Tasmània).

## Observacions
És inofensiu per als humans.